# Clare Foley
Clare Foley (California, 24 settembre 2001) è un'attrice statunitense.

## Biografia
Conosciuta particolarmente per il ruolo di Ivy Pepper/Poison Ivy nella serie televisiva Gotham, che ha ricoperto tra il 2014 e il 2016. Ha interpretato anche il ruolo della giovane Piper Chapman in Orange Is the New Black.

## Filmografia

### Cinema
- Mosse vincenti (Win Win), regia di Tom McCarthy (2011)
- Sinister, regia di Scott Derrickson (2012)
- Same Ghost Every Night, regia di Darren Anderson - cortometraggio (2012)
- Very Good Girls, regia di Naomi Foner (2013)
- Fool's Day, regia di Cody Blue Snider - cortometraggio (2013)
- Before I Sleep, regia di Aaron Sharff e Billy Sharff (2013)
- Ogni cosa è segreta (Every Secret Thing), regia di Amy Berg (2014)
- Mistress America, regia di Noah Baumbach (2015)
- Southpaw - L'ultima sfida (Southpaw), regia di Antoine Fuqua (2015)
- Sinister 2, regia di Ciaran Foy (2015)
- La grande Gilly Hopkins (The Great Gilly Hopkins), regia di Stephen Herek (2015)
- Frog, regia di Tyler Wallach - cortometraggio (2015)
- Little Men, regia di Ira Sachs (2016)
- Half the Perfect World, regia di Cynthia Fredette (2016)
- The Elephant in the Room, regia di Jonathan D. Bucari - cortometraggio (2020)
- The Changed, regia di Michael Mongillo (2021)
- She Came from the Woods, regia di Erik Bloomquist (2022)

### Televisione
- Law & Order: Criminal Intent – serie TV, episodi 9x5 (2010)
- Girls – serie TV, episodi 1x3-1x4 (2012)
- Do No Harm – serie TV, episodi 1x1-1x2-1x3 (2013)
- Law & Order: Unità Speciale (Law & Order: Special Victims Unit) – serie TV, episodi 15x22 (2014)
- Orange Is the New Black – serie TV, episodi 2x1 (2014)
- Gotham – serie TV, 10 episodi (2014-2016)

## Doppiatrici italiane
Nelle versioni in italiano delle opere in cui ha recitato, Clare Foley è stata doppiata da:
- Vittoria Bartolomei in Sinister
- Arianna Vignoli in Gotham